# Christian Brünings

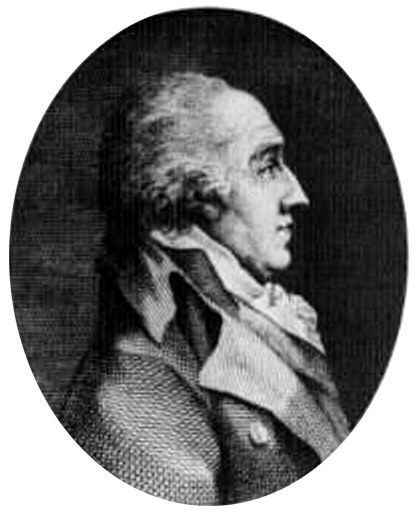
Christian Brünings

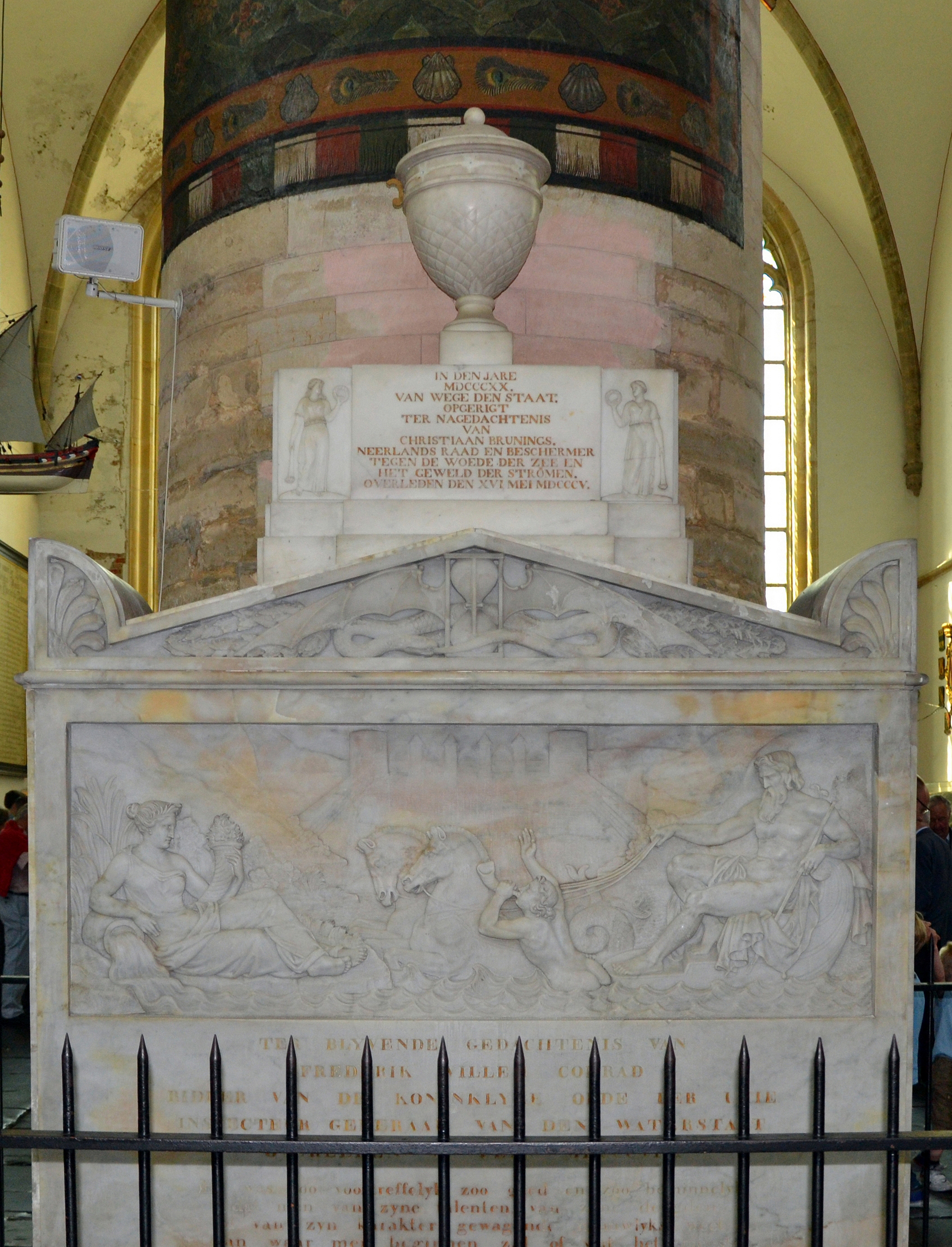
Grabmal in Haarlem

Christian Brünings, im niederländischen Raum Christiaan Brunings, (* 8. November 1736 in Neckarau; † 16. Mai 1805 in Den Haag) war ein deutsch-niederländischer Wasserbauingenieur.

## Leben
Brünings versuchte sich nach dem Besuch des Gymnasiums zunächst an einem Studium an der Universität Heidelberg. Dies scheiterte allerdings an den finanziellen Mitteln. Er konnte sich dennoch weitgehende Kenntnisse im Wasserbau aneignen.
Brünings erhielt 1769 seine Ernennung zum Generalinspekteur im Deichwesen in den Niederlanden. Er nahm zwischen 1789 und 1798 an diversen Kommissionen zu Trockenlegungen, Deichbau und anderen verwandten Themen des Wasserbaus teil. Er war an der Umleitung der Maas beteiligt sowie bei der Umgestaltung des Pannerdens-Kanals und Wasserumleitungsmaßnahmen bei Hochwasser. 
Brünings führte zudem eine Maschine ein, mit der Flüsse vermessen werden konnten. Er überzeugt zunehmend durch seine Arbeit die Regierung und wurde schließlich zum 30. Juli 1800 Generaldirektor über alle Fluss- und Seedeiche der Batavischen Republik. In diesem Amt verstarb er.
Brünings wurde in der  St.-Bavo-Kirche in Haarlem beigesetzt. Nach ihm wurde das Schiff Christiaan Brunings benannt, das 1900 gebaut wurde und heute im Het Scheepvaartmuseum erhalten wird.

## Werke (Auswahl)
- Drie Verhandelingen over de Verbetering der Oatlafting von Rhynlands Boezenwater, Haarlem 1772.
- Berichte und Protokolle über das Wasser der Oberströme, 2 Bände mit Atlas, 1778.
- Abhandlung über die Geschwindigkeit des fließendes Wasser und von den Mitteln, dieselbe auf allen Tiefen zu bestimmen, 1798.